# Infecție de tract urinar
O infecție a tractului urinar (ITU) este o infecție bacteriană care afectează o parte a tractului urinar. Când afectează tractul urinar inferior, aceasta este cunoscută drept cistită simplă (infecție a vezicii urinare), iar când afectează tractul urinar superior, este cunoscută sub denumirea de pielonefrită (infecție a rinichilor). Simptomele infecției tractului urinar inferior includ durere la urinare și fie urinări dese, fie nevoia imperioasă de a urina (sau ambele), în timp ce cele ale pielonefritei includ febră și durere în flanc, pe lângă simptomele infecției tractului urinar inferior. La persoanele în vârstă și la cele foarte tinere, simptomele pot fi vagi sau nespecifice. Principalul agent cauzal al ambelor tipuri este Escherichia coli, totuși, în cazuri rare, alte bacterii, virusuri sau ciuperci pot fi cauza.
Infecțiile tractului urinar apar mai frecvent la femei decât la bărbați, jumătate dintre femei având cel puțin o infecție la un moment dat în timpul vieții. Recurențele sunt frecvente. Factorii de risc includ anatomia femeii, raporturile sexuale și antecedentele în familie. Pielonefrita, în cazul în care apare, urmează, de obicei, după o infecție a vezicii urinare, dar poate rezulta și dintr-o infecție cu transmitere hematogenă. În cazul femeilor tinere și sănătoase, se poate stabili diagnosticul doar pe baza simptomelor. În cazul celor cu simptome vagi, stabilirea diagnosticului poate fi dificilă, deoarece bacteriile pot fi prezente fără a exista o infecție. În cazurile complicate sau în cele în care tratamentul nu a reușit, poate fi utilă o urocultură. În cazul celor cu infecții frecvente, se pot administra doze mici de antibiotice, ca o măsură de prevenție.
În cazurile necomplicate, infecțiile tractului urinar se tratează ușor cu o cură scurtă de antibiotice, deși rezistența la multe dintre antibioticele folosite pentru tratarea acestei afecțiuni este tot mai mare. În cazurile complicate, poate fi necesară o cură mai lungă sau antibiotice administrate intravenos iar, dacă simptomele nu se ameliorează în decursul a două sau trei zile, sunt necesare analize suplimentare pentru stabilirea diagnosticului. La femei, infecțiile tractului urinar reprezintă cea mai frecventă formă de infecție bacteriană, 10 % dintre acestea dezvoltând anual infecții ale tractului urinar.

## Semne și simptome

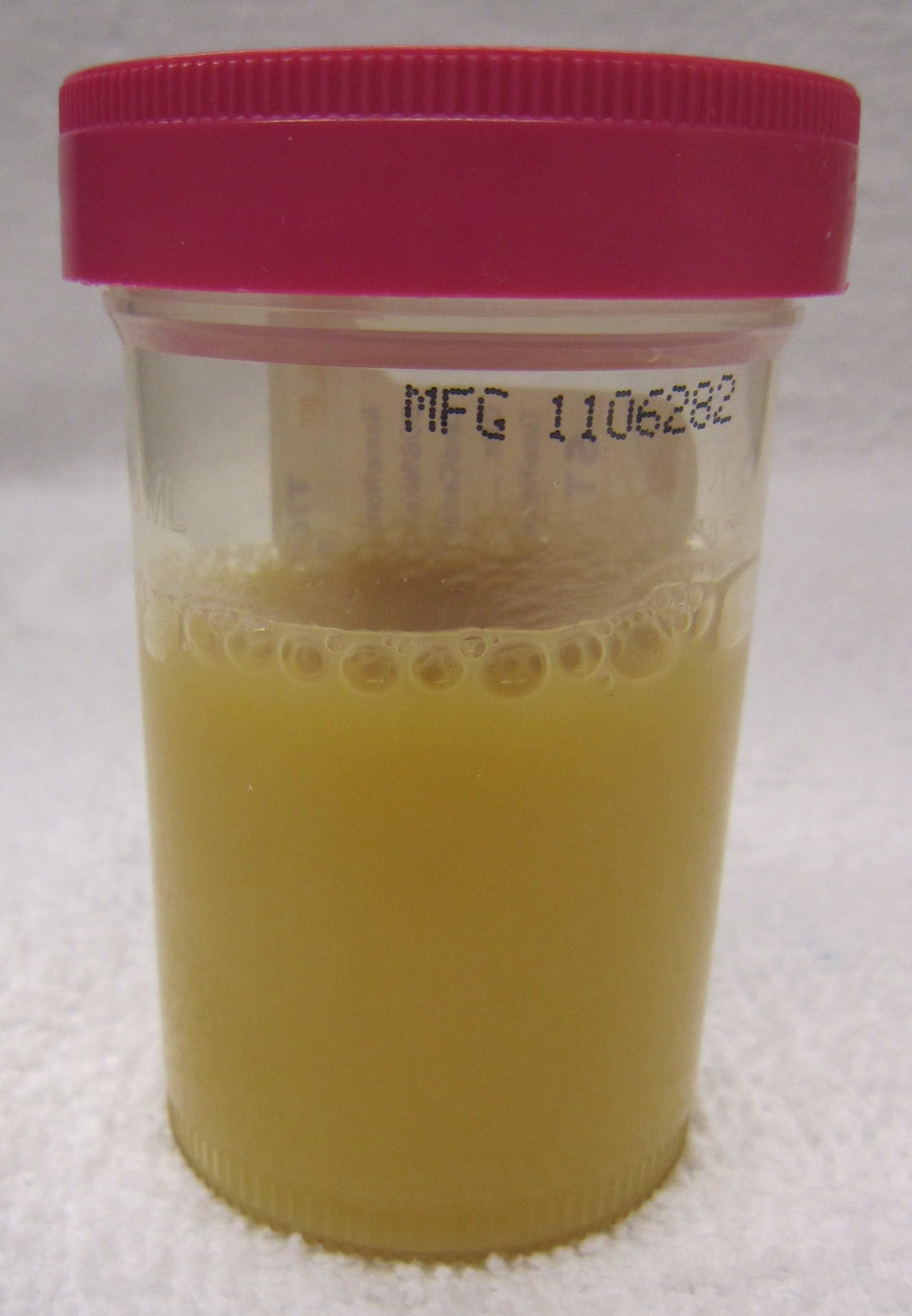
Urina poate conține puroi (afecțiune cunoscută sub denumirea de piurie), după cum se observă în urina unei persoane cu septicemie din cauza unei infecții a tractului urinar.

Infecția tractului urinar inferior este denumită și infecție a vezicii urinare. Cele mai frecvente simptome sunt arsuri la urinare și urinarea frecventă (sau nevoia imperioasă de a urina) în absența scurgerilor vaginale și a unor dureri semnificative. Aceste simptome pot varia de la forme ușoare la forme severe și, la femeile sănătoase, durează în medie șase zile. Pot fi prezente unele dureri deasupra osului pubian sau în partea inferioară a spatelui. Persoanele care suferă de o infecție a tractului urinar superior, saupielonefrită, pot prezenta durere în flanc, febră sau greață și vomă, pe lângă simptomele clasice ale infecției tractului urinar inferior. Rar, urina poate să conțină sânge sau să prezinte semne vizibile de piurie (puroi în urină).

### La copii
La copiii de vârstă mică, singurul simptom al infecției tractului urinar (ITU) poate fi febra. Din cauza absenței unor simptome mai evidente, în cazul în care fetele sub vârsta de doi ani sau băieții necircumciși sub vârsta de un an prezintă febră, numeroase asociații medicale recomandă urocultura. Este posibil ca sugarii să mănânce puțin, să vomeze, să doarmă mai mult sau să prezinte semne de icter. La copiii de vârstă mai mare, se poate declanșa o incontinență urinară (pierderea controlului asupra vezicii urinare).

### La persoanele în vârstă
Simptomele infecției tractului urinar sunt absente, în mod frecvent, la persoanele în vârstă. Manifestările pot fi vagi, incontinența, modificarea stării mentale sau oboseala fiind singurele simptome. Unele persoane se prezintă la furnizorul de servicii medicale cu septicemie, o infecție a sângelui, ca primul simptom. Stabilirea diagnosticului poate fi complicată de faptul că multe persoane în vârstă prezintă incontinență sau demență preexistentă.

## Cauze
E. coli este cauza a 80-85 % dintre infecțiile tractului urinar, Staphylococcus saprophyticus fiind cauza a 5-10 % dintre acestea. Rar, acestea pot avea drept cauză infecții virale sau micotice. Alte cauze bacteriene includ: Klebsiella, Proteus, Pseudomonas și Enterobacter. Acestea nu sunt frecvente și, de regulă, sunt legate de anomalii ale sistemului urinar sau de cateterismul urinar. Infecțiile tractului urinar cauzate de Staphylococcus aureus apar, de regulă, după infecțiile cu transmitere hematogenă.

### Sex
La femeile tinere active sexual, activitatea sexuală este cauza a 75-90 % dintre infecțiile vezicii urinare, riscul de infecție fiind legat de frecvența raporturilor sexuale. Sintagma „cistita din luna de miere” desemnează fenomenul de ITU frecvente de la începutul căsătoriei. La femeile în postmenopauză, activitatea sexuală nu afectează riscul de dezvoltare a unei ITU. Folosirea spermicidelor, independent de frecvența raporturilor sexuale, mărește riscul de ITU.
Femeile sunt mai predispuse la ITU decât bărbații deoarece, la femei, uretra este mult mai scurtă și mai aproape de anus. Nivelul estrogenilor scade în timpul menopauzei, astfel că riscul de infecție a tractului urinar crește ca urmare a pierderii florei vaginale cu rol de protecție.

### Catetere urinare
Cateterismul urinar crește riscul de infecții ale tractului urinar. Riscul de bacteriurie (bacterii în urină) este între trei și șase procente pe zi iar antibioticele profilactice nu sunt eficace în diminuarea infecțiilor simptomatice. Riscul unei infecții asociate poate fi diminuat prin efectuarea cateterismului numai atunci când este necesar, folosind tehnici aseptice pentru introducere, și prin menținerea drenajului neblocat și închis al cateterului.

### Altele
O predispoziție la infecțiile vezicii urinare poate exista în familie. Alți factori de risc includ diabetul, necircumcizia și mărirea volumului prostatei. Factorii care predispun la complicații sunt destul de vagi și includ anomalii anatomice, funcționale sau metabolice . O ITU cu complicații este mai greu de tratat și necesită, de obicei, o evaluare, un tratament și o urmărire mai agresive. La copii, ITU sunt asociate cu refluxul vezicoureteral (trecerea anormală a urinei din vezica urinară în uretere sau în rinichi) și cu constipația.
Persoanele cu leziuni ale măduvei spinării prezintă un risc mai mare de infecție a tractului urinar, în parte din cauza folosirii cronice a cateterului și în parte din cauza disfuncției vezicale. Este cea mai frecventă cauză a infecției în rândul acestor persoane, precum și cea mai frecventă cauză a spitalizării. În plus, folosirea sucului de merișoare sau a suplimentelor pe bază de merișoare pare a fi ineficientă în prevenirea și tratamentul bolii la aceste persoane.

## Patogeneză
Bacteriile care provoacă infecțiile tractului urinar pătrund în vezica urinară, de regulă, prin uretră. Totuși, infecția se poate produce și prin intermediul sângelui sau al limfei. Se consideră că bacteriile se transmit, de obicei, în uretră din intestin, cu un risc mai mare la femei din cauza anatomiei acestora. După ce pătrund în vezica urinară, E. Coli se pot atașa de peretele vezicii urinare și pot forma un biofilm care rezistă reacției imunitare a organismului.

## Prevenire
Nu s-a confirmat dacă frecvența ITU este afectată de anumite măsuri, printre care: folosirea pilulelor pentru controlul natalității sau a prezervativelor, urinarea imediat după raportul sexual, tipul lenjeriei intime folosite, metodele de igienă personală folosite după urinare sau defecare sau dacă o persoană, de regulă, face baie sau duș. În mod similar, nu există dovezi în legătură cu efectele reținerii urinei, folosirii tampoanelor interne și irigațiilor.
Persoanele cu infecții frecvente ale tractului urinar care folosesc spermicide sau diafragmă ca metodă de contracepție sunt sfătuite să folosească metode alternative. Merișoarele (suc sau capsule) pot reduce incidența la cei cu infecții frecvente, dar toleranța pe termen lung este o problemă, existând tulburări gastrointestinale în peste 30 % dintre cazuri. Incidența acestora poate fi mai mare în cazul folosirii de două ori pe zi decât în cazul folosirii o dată pe zi. Din 2011, probioticele intravaginale necesită studii suplimentare pentru a stabili dacă acestea aduc vreun beneficiu. Folosirea prezervativelor fără spermicide sau folosirea pilulelor pentru controlul natalității nu mărește riscul de infecții necomplicate ale tractului urinar.

### Medicamente
Pentru cei cu infecții recurente, o cură prelungită de antibiotice administrate zilnic este eficientă. Medicamentele folosite frecvent includ nitrofurantoina și trimetoprim/sulfametoxazolul.Metenamina este alt agent folosit frecvent în acest scop, deoarece, în vezica urinară cu nivel scăzut de aciditate, produce formaldehidă, față de care nu se dezvoltă rezistență. În cazurile în care infecțiile sunt legate de raporturile sexuale, poate fi utilă administrarea de antibiotice după raport. La femeile în postmenopauză, s-a constatat că estrogenul vaginal topic reduce recurența. Spre deosebire de cremele topice, folosirea estrogenului vaginal din ovule nu a fost la fel de utilă ca dozele mici de antibiotice. Un număr de vaccinuri sunt în curs de elaborare din 2011.

### La copii
Dovezile în sensul că antibioticele cu rol preventiv diminuează infecțiile tractului urinar la copii sunt nesatisfăcătoare. Totuși, ITU recurente sunt rareori cauza unor probleme ulterioare legate de rinichi, dacă nu există anomalii subiacente ale rinichilor, provocând mai puțin de o treime de procent (0,33 %) din bolile cronice ale rinichilor la adulți.

## Diagnostic

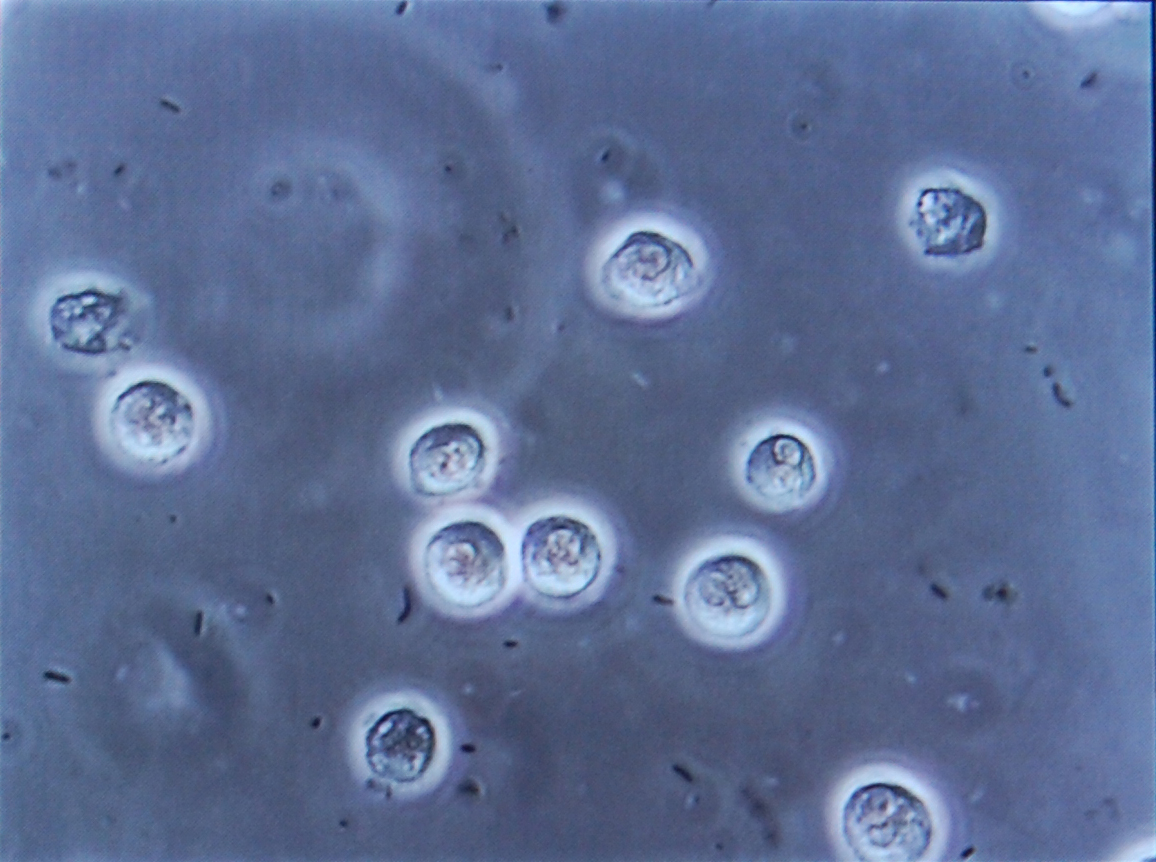
Bacterii multiple în formă de bastonaș bacili (bacterii în formă de bastonaș, prezentate aici de culoare neagră, în formă de bob de fasole) printre leucocite, la analiza microscopică a urinei. Aceste modificări indică o infecție a tractului urinar.

În cazurile necomplicate, diagnosticul poate fi efectuat și tratamentul administrat numai pe baza simptomelor, fără confirmare ulterioară de laborator. În cazurile complicate sau echivoce, poate fi utilă confirmarea diagnosticului prin analiza urinei, urmărindu-se prezența de nitrați urinari, globule albe sanguine (leucocite) sau esteraze leucocitare.  Un alt test, analiza microscopică a urinei, urmărește prezența de globule roșii sanguine, globule albe sanguine, sau bacterii. Urocultura este considerată pozitivă dacă arată un număr de colonii bacteriene mai mare sau egal cu 103 unități formatoare de colonii de microorganisme specifice tractului urinar pe ml de urină. Sensibilitatea la antibiotice poate fi de asemenea testată folosind aceste uroculturi, utile pentru selectarea tratamentului antibiotic. Cu toate acestea, și femeile cu uroculturi negative pot prezenta ameliorări în urma tratamentului antibiotic. Având în vedere că simptomele pot fi vagi și în lipsa testelor fiabile pentru infecții ale tractului urinar, diagnosticul poate fi dificil la persoanele vârstnice.

### Clasificare
Dacă infecția implică numai tractul urinar inferior, este cunoscută sub numele de cistită (infecție a vezicii urinare). Dacă infecția implică tractul urinar superior, este cunoscută sub numele de pielonefrită. Dacă urina conține bacterii semnificative dar nu există simptome, afecțiunea respectivă este cunoscută sub numele de bacteriurie asimptomatică. Dacă o infecție urinară implică tractul urinar superior și persoana respectivă arediabet zaharat, este gravidă, este un pacient de sex masculin sau imunocompromis, infecția este considerată complicată. În caz contrar, dacă infecția apare la o femeie sănătoasă și la premenopauză, este considerată necomplicată. La copii, când infecția de tract urinar este asociată cu febră, este considerată a fi infecție a tractului urinar superior.

### La copii
Pentru diagnosticul de infecție a tractului urinar la copii, este necesar ca urocultura să fie pozitivă. Contaminarea reprezintă o problemă frecventă, în funcție de metoda de recoltare utilizată, de aceea se utilizează o valoare de referință (cutoff) de 105 CFU/ml pentru o probă recoltată la mijlocul jetului urinar („recoltare corectă”), se utilizează valori de 104 CFU/ml pentru probele recoltate prin cateter și 102 CFU/ml pentru aspirație suprapubiană (o probă de urină recoltată direct din vezica urinară prin intermediul unui ac). Utilizarea „pungilor de urină” pentru recoltarea probelor nu este aprobată de către Organizația Mondială a Sănătății din cauza riscului crescut de contaminare când se efectuează urocultura, iar la pacienții care nu pot folosi toaleta se preferă cateterizarea. Unii, precum Academia Americană de Pediatrie (American Academy of Pediatrics) recomandă ecografia renală și cistouretrografia micțională (vizualizarea radiografică a uretrei și vezicii urinare în timp real, în timp ce persoana respectivă urinează) la toți copiii cu vârsta sub doi ani care au avut o infecție a tractului urinar. Totuși, din cauza lipsei unui tratament eficace chiar dacă problemele sunt identificate, alții, precum National Institute for Clinical Excellence (Institutul Național pentru Excelență Clinică) recomandă numai explorări imagistice de rutină la copiii cu vârsta sub șase luni sau care prezintă aspecte neobișnuite.

### Diagnostic diferențial
La femeile cu cervicită (inflamația colului uterin) sau vaginită (inflamația vaginului) și la bărbații tineri cu simptome de ITU, cauza poate fi o infecție cu Chlamydia trachomatis sau Neisseria gonorrheae . Vaginita mai poate fi provocată de o infecție fungică. Cistita interstițială (durere cronică la nivelul vezicii urinare) poate fi avută în vedere pentru persoane care prezintă episoade multiple de simptome de ITU dar la care urocultura rămâne negativă și simptomele nu se ameliorează după tratamentul cu antibiotice. Prostatita (inflamația prostatei) poate fi de asemenea avută în vedere pentru diagnosticul diferențial.

## Tratament
Tratamentul de bază este reprezentat de antibiotice. Ocazional, în primele zile se prescrie fenazopiridină, pe lângă antibiotice, pentru ameliorarea senzațiilor de arsură și urgență micțională, care apar în timpul unei cistite. Totuși, aceasta nu este o recomandare de rutină, din cauza preocupărilor legate de siguranța utilizării, în mod special de riscul crescut de methemoglobinemie(nivelul de methemoglobină în sânge peste valoarea normală). Acetaminofenul (paracetamolul) poate fi utilizat în caz de febră.
Femeile cu ITU simple recurente pot beneficia de automedicație după apariția simptomelor, apelând la medic numai dacă tratamentul inițial eșuează. Antibioticele pot fi prescrise de către medic farmacistului prin telefon.

### Necomplicate
Infecțiile necomplicate pot fi diagnosticate și tratate numai pe baza simptomelor. Antibioticele orale cum sunt trimetoprim/sulfametoxazol (TMP/SMX), cefalosporine, nitrofurantoină, sau o fluorochinolonă reduc în mod substanțial timpul necesar vindecării, toate fiind la fel de eficace. Un tratament cu durata de trei zile cu trimetoprim, TMP/SMX, sau cu o fluorochinolonă este de obicei suficient, în timp ce nitrofurantoina necesită 5–7 zile. În cazul administrării tratamentului, simptomele ar trebui să se amelioreze în decurs de 36 ore. Aproximativ 50% dintre persoane se vindecă fără tratament în decurs de câteva zile sau săptămâni. Infectious Diseases Society of America (Societatea Americană de Boli Infecțioase) nu recomandă fluorochinolonele ca tratament de primă linie din cauza preocupărilor legate de apariția rezistenței la această clasă de medicamente. În pofida acestei măsuri de precauție, în unele cazuri a apărut rezistență la toate aceste medicamente, datorită utilizării lor extinse. În unele țări, trimetoprim în monoterapie este considerat a fi echivalent cu TMP/SMX. Pentru ITU simple, copii răspund frecvent la o cură antibiotică de trei zile.

### Pielonefrită
Pielonefrita este tratată în mod mai agresiv în comparație cu cistita simplă, utilizându-se fie un tratament de durată mai lungă cu antibiotice orale, fie antibiotice pe cale intravenoasă. Tratamentul cu fluorochinolona orală ciprofloxacină timp de șapte zile este utilizat de obicei în zonele în care rata rezistenței este sub 10%.Dacă ratele de rezistență locală depășesc 10%, o doză de ceftriaxonă pe cale intravenoasă este prescrisă frecvent. La cei care prezintă simptome mai severe, poate fi necesară internarea în spital pentru tratament antibiotic continuu. Complicații precum obstrucția urinară din cauza unei litiaze renale trebuie avute în vedere dacă nu apare ameliorarea simptomelor după două-trei zile de tratament.

## Epidemiologie
Infecțiile tractului urinar sunt cele mai frecvente infecții bacteriene la femei. Acestea apar cel mai frecvent la vârste cuprinse între 16 și 35 ani, 10% dintre femei prezintă anual o infecție și 60% prezintă o infecție la un moment dat pe parcursul vieții. Recurențele sunt frecvente, aproximativ jumătate dintre aceste persoane prezentând o a doua infecție în decurs de un an. Infecțiile tractului urinar apar de patru ori mai frecvent la femei decât la bărbați. Pielonefrita apare de aproximativ 20-30 de ori mai puțin frecvent. Aceasta constituie cea mai frecventă cauză de  infecții intraspitalicești, reprezentând aproximativ 40%. Frecvența cazurilor de bacteriurie asimptomatică crește cu vârsta, de la 2-7% la femeile cu potențial fertil la până la 50% la femeile vârstnice din centrele de asistență. Frecvența cazurilor de bacteriurie asimptomatică la bărbații cu vârsta peste 75 de ani este cuprinsă între 7-10%.
Infecțiile tractului urinar pot afecta 10% din persoane în timpul copilăriei. La copii, infecțiile tractului urinar sunt cele mai frecvente la copiii de sex masculin necircumciși cu vârsta sub trei luni, urmați de fetițe cu vârsta sub un an. Estimările legate de frecvență la copii variază totuși în mod considerabil. La un grup de copii cu febră, cu vârste cuprinse între zero și doi ani, 2 până la 20% au fost diagnosticați cu ITU.

## Societate și cultură
În Statele Unite, infecțiile tractului urinar reprezintă aproximativ șapte milioane din vizitele la medic, un milion din vizitele la camera de urgență și o sută de mii de internări pe an. Costul acestor infecții este semnificativ atât în ceea ce privește absența de la lucru, cât și în ceea ce privește costul asistenței medicale. În Statele Unite, costul direct al tratamentului este estimat la 1,6 miliarde USD anual.

## Istoric
Infecțiile tractului urinar au fost descrise din timpuri străvechi, prima descriere fiind documentată în Ebers Papyrus datat din c. 1550 Î.C.. Egiptenii descriau boala ca „senzația de fierbințeală care iese din vezică”. Tratamentul eficace nu a apărut decât după apariția și utilizarea antibioticelor, în 1930, înaintea acestei date fiind recomandate plante, luare de sânge (sângerare) și odihnă.

## În sarcină
Infecțiile tractului urinar sunt mai îngrijorătoare în sarcină din cauza riscului crescut de infecții renale. În timpul sarcinii, valorile crescute de progesteron cresc riscul diminuării tonusului muscular al ureterelor și vezicii urinare, ceea ce duce la creșterea posibilității de reflux, când urina curge înapoi în uretere și către rinichi. Deși femeile gravide nu prezintă un risc crescut de bacteriurie asimptomatică, dacă bacteriuria este prezentă ele au un risc de 25-40% de a face o infecție urinară. Prin urmare, dacă testele urinare arată semne de infecție – chiar și în absența simptomelor – se recomandă tratament. Cefalexina sau nitrofurantoina sunt utilizate în mod obișnuit, deoarece se consideră că administrarea acestora este sigură în timpul sarcinii. O infecție renală în timpul sarcinii poate duce la naștere prematură sau pre-eclampsie (stare de tensiune arterială crescută și disfuncție renală în timpul sarcinii, ceea ce poate duce la convulsii).